# Jacopo Ortis
Jacopo Ortis er en italiensk stumfilm fra 1918 af Giuseppe Sterni.

## Medvirkende
- Ernestina Badalutti
- Paola Borboni
- Vittorio Brombara
- Luigi Duse
- Elisa Finazzi